# HD 108110
HD 108110，又名CD-27 8670，SAO 180786、HR 4723，是一颗恒星，视星等为6.09，位于銀經295.89，銀緯34.77，其B1900.0坐标为赤經12h 20m 4.1s，赤緯-27° 34.77′ 42″。